# François Boucq
François Boucq
(Lille, 28 de noviembre de 1955)
es un artista de cómics francés, homenajeado como artista del año en el Festival de BD de Angouleme en 1998, principalmente reconocido por su creación Gerome Moucherot (Jerónimo Puchero) y por la serie de novelas gráficas de Bouncer, con guiones de Alejandro Jodorowsky.
Es artista del grupo editorial Humanoides Asociados, del cual forman parte también Moebius (Jean Giraud) y el argentino Juan Giménez.
Actualmente, Boucq vive en su ciudad natal, Lille, en el norte de Francia.